# Frank Guthke
Frank Guthke (* 1. Juli 1928 in Leipzig; † 20. Mai 2024) war ein deutscher Drehbuchautor und Filmproduzent, aber vor allem ein Filmregisseur von zahlreichen Fernsehfilmen.

## Leben und Werk
Guthkes Arbeit als Regisseur begann Anfang der 1960er Jahre mit einer Regieassistenz bei einer Fernsehproduktion von William Shakespeares Trauerspiel Hamlet mit Maximilian Schell in der Titelrolle.
In den 1960er und 1970er Jahren führte Guthke bei zahlreichen weiteren Fernsehfilmen und Kurzfilmen Regie, wie 1965 in Ein Anruf für Mister Clark mit Hannelore Schroth und Adolf Ziegler und 1968 in Herr Kannt gibt sich die Ehre von Konrad Hansen, mit Utz Richter in der Titelrolle. 1970 drehte er mit Wolfgang Büttner und Ernst Jacobi das Fernsehspiel Der Tod des Deputierten Jean Jaurès, in welchem er die Ermordung des französischen Politikers Jean Jaurès dramatisierte. 1973 drehte er gemeinsam mit Christian-Jaque die in französisch-deutsch-ungarischer Koproduktion entstandene Abenteuerserie Arpad, der Zigeuner, die im ZDF ausgestrahlt wurde. Für das „spröd-esoterische ZDF-Studioprogramm“ entstand 1974 (mit Iris Berben) das Fernsehspiel Abschied vom Abschied, die Geschichte einer Pariser Kunststudentin, die von der wahren Identität ihres Mannes erst nach dessen Unfalltod erfährt. Ebenfalls für das ZDF inszenierte Guthke 1976 mit Rolf Henniger, Margot Trooger und Pinkas Braun eine Fernsehfassung des Theaterstücks Feinde von Maxim Gorki, für die er auch das Drehbuch mitverfasste.
Positive Kritiken erhielt er insbesondere für seine Regiearbeit zu dem Film Die Buddik (1983), eine Geschichte in Mundart aus dem Saarland, in der er die Thematik des Alters und des Älterwerdens am Beispiel des 74-jährigen Witwers Matz Uhl darstellte. Der Fernsehfilm, mit dem Theaterschauspieler und Charakterdarsteller Hans Elwenspoek in seiner letzten Rolle, wurde am 31. Mai 1983 im ZDF erstmals gezeigt. Das Hamburger Abendblatt schrieb hierzu in einer Filmkritik: „Frank Guthke hat die Hoffnung zweier Menschen auf ein Stückchen Gemeinsamkeit am Lebensende sehr behutsam inszeniert. Die Dialektfärbung irritierte nur ein paar Minuten lang, man hörte sich schnell hinein.“ Über 20 Jahre nach der Fernseherstsendung wurde der Film 2004 auch im Kino erstmals neuaufgeführt.
1989 drehte er mit Constanze Engelbrecht den Thriller Der Schnee der Anden, die Geschichte einer verzweifelten Mutter, die sich auf die Suche nach ihrem in Lateinamerika verschwundenen Sohn macht und den Kampf mit der Drogenmafia aufnimmt.
Frank Guthke wurde in der Folgezeit vor allem durch seine zahlreichen weiteren Fernsehfilme für das ZDF bekannt. Insbesondere drehte er von 1988 bis 1994 mehrere Folgen der erfolgreichen Fernsehserie Anwalt Abel.
In dem 1993 für SAT1 gedrehten zweiteiligen Fernsehfilm Ich klage an greift er den authentischen Fall eines 1984 im Harz an der deutsch-deutschen Grenze verschwundenen dreijährigen Jungen auf, dessen Eltern (gespielt von Thekla Carola Wied und Peter Sattmann), die Suche nach ihrem Sohn nicht aufgeben und ins Visier des Ministeriums für Staatssicherheit geraten. Thekla Carola Wied erhielt für ihre Darstellung den Bayerischen Fernsehpreis. Das Filmmagazin Cinema urteilte: „Eine zwar brave, aber ansehnliche Inszenierung mit glaubhaften Darstellern und einfach eine spannende Geschichte.“
1995 thematisierte Guthke das Thema Organspende in dem Fernsehfilm Ich bin unschuldig – Ärztin im Zwielicht, in dem Suzanne von Borsody eine Ärztin spielte, die eine illegale Organentnahme vornimmt, um das Leben eines 18-jährigen Jungen zu retten.
Gelegentlich arbeitete Guthke auch als Theaterregisseur. So führte er 1985 am Theater im Zimmer in Hamburg Regie bei dem Theaterstück Die zwölf Geschworenen von Reginald Rose. In der Spielzeit 1985/1986 inszenierte am Théâtre d'Esch in Esch-sur-Alzette die Komödie Achterloo von Friedrich Dürrenmatt mit Ruth Hausmeister, Horst Keitel und Herta Kravina.

## Filmografie

### Als Produzent
- 1959: For the First Time

### Als Drehbuchautor
- 1976: Feinde (TV)

### Als Regieassistent
- 1961: Panzer nach vorn
- 1961: Hamlet (TV), i.e.: Hamlet, Prinz von Dänemark
- 1963: Kapitän Sindbad

### Als Filmregisseur
| - 1963: Der Schattenboxer (TV) - 1965: Ein Anruf für Mister Clark (TV) - 1965: Zwei Spiele vom Tod (TV) - 1966: Die hundertste Nacht (TV) - 1966: Junggesellenabschied (TV) - 1967: Der Gürtel (TV) - 1967: Abschied vier Uhr früh (TV) - 1968: Das Mädchen Traum (TV) - 1968: Der große Augenblick des kleinen Pubo (TV) - 1968: Herr Kannt gibt sich die Ehre (TV) - 1968: Das Haus mit den sieben Stockwerken (TV) - 1969: Ende der Durchsage (TV) - 1970: Solche Stunden vertragen Glas (TV) - 1970: Der Tod des Deputierten Jean Jaurès (TV) - 1971: Der Flaschenteufel (TV) - 1973: Arpad, der Zigeuner (TV-Serie) - 1974: Abschied vom Abschied (TV) - 1976: Die Taube in der Hand (TV) - 1976: Hund im Hirn (TV) - 1976: Feinde (TV) - 1978: Die Rose und die Nachtigall (TV) - 1979: Zimmer frei – UNO-Nähe: Die Insel (TV Episode) - 1979: Geldsorgen (TV) | - 1979: Kümmert euch nicht um Sokrates (TV) - 1979: Sonne, Wein und harte Nüsse: Die Sache mit dem Augenzeugen (TV Episode) - 1981: Die Gerechten von Albert Camus (TV) - 1983: Die Buddik (TV) - 1985: Grand mit 3 Damen (TV) - 1986: Weil's solche Liebe nicht täglich gibt (TV) - 1987: Der Krähenbaum von M. Schröder (TV) - 1989: Der Schnee der Anden (TV) - 1993: Ich klage an (TV) - 1988–1994: Anwalt Abel (6 Episoden) - 1994: Anwalt Abel: Ihr letzter Wille gilt (TV Episode) - 1992: Anwalt Abel: Kaltes Gold (TV Episode) - 1991: Anwalt Abel: Reiche Kunden killt man nicht (TV Episode) - 1991: Anwalt Abel: Noch Zweifel, Herr Verteidiger? (TV Episode) - 1988: Anwalt Abel: Der Dienstagsmann (TV Episode) - 1993: Anwalt Abel: Sprecht mir diesen Mörder frei (TV Episode) - 1995: Ich bin unschuldig – Ärztin im Zwielicht (TV) - 1995: Schwurgericht (TV) - 1996: Unschuldig verurteilt? (TV) - 1997: Der Weihnachtsmörder (TV) - 1997: Tod im Labor (TV) - 1998: Cape Town Blues (TV), i.e.: Stan Becker – Auf eigene Faust (Orig. Titel) - 1998: Suspect in white |